# Neno Belan
Nenad »Neno« Belan, hrvaški glasbenik, pevec, kantavtor in skladatelj, * 2. februar 1962, Split, SR Hrvaška, SFRJ.
Znan je predvsem kot frontman skupine Đavoli in kot samostojni glasbenik.